# Діошть (комуна)
Діошть, Діошті (рум. Dioști) — комуна у повіті Долж в Румунії. До складу комуни входять такі села (дані про населення за 2002 рік):
- Діошть (1365 осіб) — адміністративний центр комуни
- Радомір (1142 особи)
- Чокенешть (895 осіб)

Комуна розташована на відстані 156 км на захід від Бухареста, 38 км на південний схід від Крайови.

## Населення
За даними перепису населення 2002 року у комуні проживали 3402 особи. Усі жителі комуни рідною мовою назвали румунську.
Національний склад населення комуни:
| Національність | Кількість осіб | Відсоток |
| -------------- | -------------- | -------- |
| румуни         | 3363           | 98,9%    |
| цигани         | 39             | 1,1%     |

Склад населення комуни за віросповіданням:
| Релігія     | Кількість осіб | Відсоток |
| ----------- | -------------- | -------- |
| православні | 3401           | > 99,9%  |
| бретрени    | 1              | < 0,1%   |